# 经典逻辑
经典逻辑（英語：Classical logic），也被稱為標準邏輯（standard logic），标识已经被最深入的研究和最广泛的使用的一类演绎推理逻辑。经典逻辑是19和20世纪的创新，它比亚里士多德的词项逻辑具有更广泛的应用，并且能够将亚里士多德的传统逻辑表述为一个特例。经典逻辑满足一些公理化的基本思维规律，包括：同一律、排中律、无矛盾律（也被称为矛盾律）。

## 历史简介
古希腊亚里斯多德的传统逻辑主要反映在其著作集《工具论》中。《工具论》是亚里士多德学派的传人们（即逍遥学派）将他的六篇关于逻辑的著作汇编成的一部著作集，并定为此名。这六篇著作分别是《范畴篇》、《解释篇》、《《前分析篇》》、《后分析篇》、《论辩篇》和《辨谬篇》。
经典逻辑是19至和20世纪初的创新，它比亚里士多德的传统逻辑具有更广泛的应用，并且能够将亚里士多德的传统逻辑表述为一个特例。当时,发现逻辑和数学的基础遇到许多疑难问题，尤其是罗素悖论,以极为简明的形式震撼了数学的基础，使得悖论在当代逻辑中获得了新的作用，导致了新定理的发现。经典逻辑可根据数学函数解释量词，它也是第一个能够处理多重一般性问题的逻辑，亚里士多德的系统对此是无能为力的。基础方面的进展包括，不可证明性和不可判定性。特别是，逻辑的几个基本概念发展过程，是得益于解决悖论的各种尝试。对于集合（set）和类（collection）的概念，经典逻辑的基本句法和语义概念的出现尤其如此，比如，给定顺序的逻辑语言，可满足性和可定义性。其它的研究和进展包括：集合论的公理化、类型论、语义学基础、形式逻辑的理论。

## 特征
經典邏輯被特征化为下面一些性质：
1. 同一律
2. 排中律
3. 无矛盾律
4. 蕴含的单调性和蕴含的幂等性（分别就是结构规则中弱化规则和紧缩规则）
5. 合取的交换律 （就是结构规则中交换规则）
6. 德·摩根对偶律：所有逻辑算子都对偶于另一个。

在经典逻辑中，从矛盾中可以推导出任何东西；这叫做爆炸原理 (（ECQ）)。
非经典逻辑缺乏上面這其中的某一个或多个特性。

## 经典逻辑的例子
- 传统逻辑（又称为：亚里士多德逻辑）：亚里士多德的传统逻辑是经典逻辑一个特例。亚里士多德在工具论介入了他的三段论理论，它是带有严格形式的判断（judgement）的逻辑：断言采用四种形式，“所有P都是Q”，“有些P是Q”，“没有P是Q”，“有些P不是Q”。这些断定是两对对偶的算子，并且每个算子都是另一个的否定，亚里士多德用他的对立四边形总结了它们之间的联系。亚里士多德明确的公式化表达了排中律和无矛盾律，尽管这些定律不能在三段论框架内作为断定来表达。
- 布尔逻辑：乔治·布尔的代数的重新逻辑形式化为布尔逻辑；
- 数理逻辑  数理逻辑的研究范围是经典逻辑中可被数学模式化的部分。以前称为符号逻辑（相对于哲学逻辑），又称元数学。数理逻辑一般着重于研究公理系统的推断能力和表达能力。它也包括分析正确的数学推断来构筑数学基础。[6]
- 弗雷格的概念文字。
- Clarence Irving Lewis的真势模态逻辑的系统S1-S5。

## 非经典逻辑
- 直觉逻辑和多值邏輯拒绝排中律和德·摩根定律；
- 次协调逻辑（比如：双面真理论和相干逻辑）拒绝无矛盾律；
- 相干逻辑、线性逻辑和非单调逻辑拒绝蕴涵的单调性；
- 线性逻辑拒绝蕴涵的幂等律；
- 可计算性逻辑是可计算性的语义构造的形式理论，相对于是真值的形式理论的经典逻辑；它整和并扩展了经典、线性和直觉逻辑；
- 模态逻辑向经典逻辑扩展了非真值泛函（「模态」）算子。

### 引用
1. 1 2  .   [2021-02-08]. （原始内容存档于2022-02-26）.
2. ↑  .   [2021-02-12]. （原始内容存档于2022-06-13）.
3. ↑  亚里士多德  著; 余纪元 等 翻译. .
4. ↑  Press, The MIT. . The MIT Press.   [2019-08-30]. （原始内容存档于2020-03-21） （英语）.
5. ↑  .   [2021-02-13]. （原始内容存档于2021-11-04）.
6. ↑  .   [2023-06-10]. （原始内容存档于2023-06-08）.